# Liste der Monuments historiques in Roset-Fluans
Die Liste der Monuments historiques in Roset-Fluans führt die Monuments historiques in der französischen Gemeinde Roset-Fluans auf.

## Liste der Immobilien
| Bezeichnung      | Beschreibung                                                         | Standort                         | Kennzeichnung | Schutzstatus | Datum | Bild |
| ---------------- | -------------------------------------------------------------------- | -------------------------------- | ------------- | ------------ | ----- | ---- |
| Château de Roset | Schloss, 17. bis 19. Jahrhundert; einschließlich der Umfassungsmauer | Roset, 2 rue de la Riotte (Lage) | PA25000088    | Inscrit      | 2016  |      |